# St. Stephan (Worms)
Die St.-Stephans-Kirche in Worms war eine Nebenkirche des Wormser Doms und diente von 1657 bis 1689 als Kirche des Karmeliterklosters in Worms.

## Geografische Lage

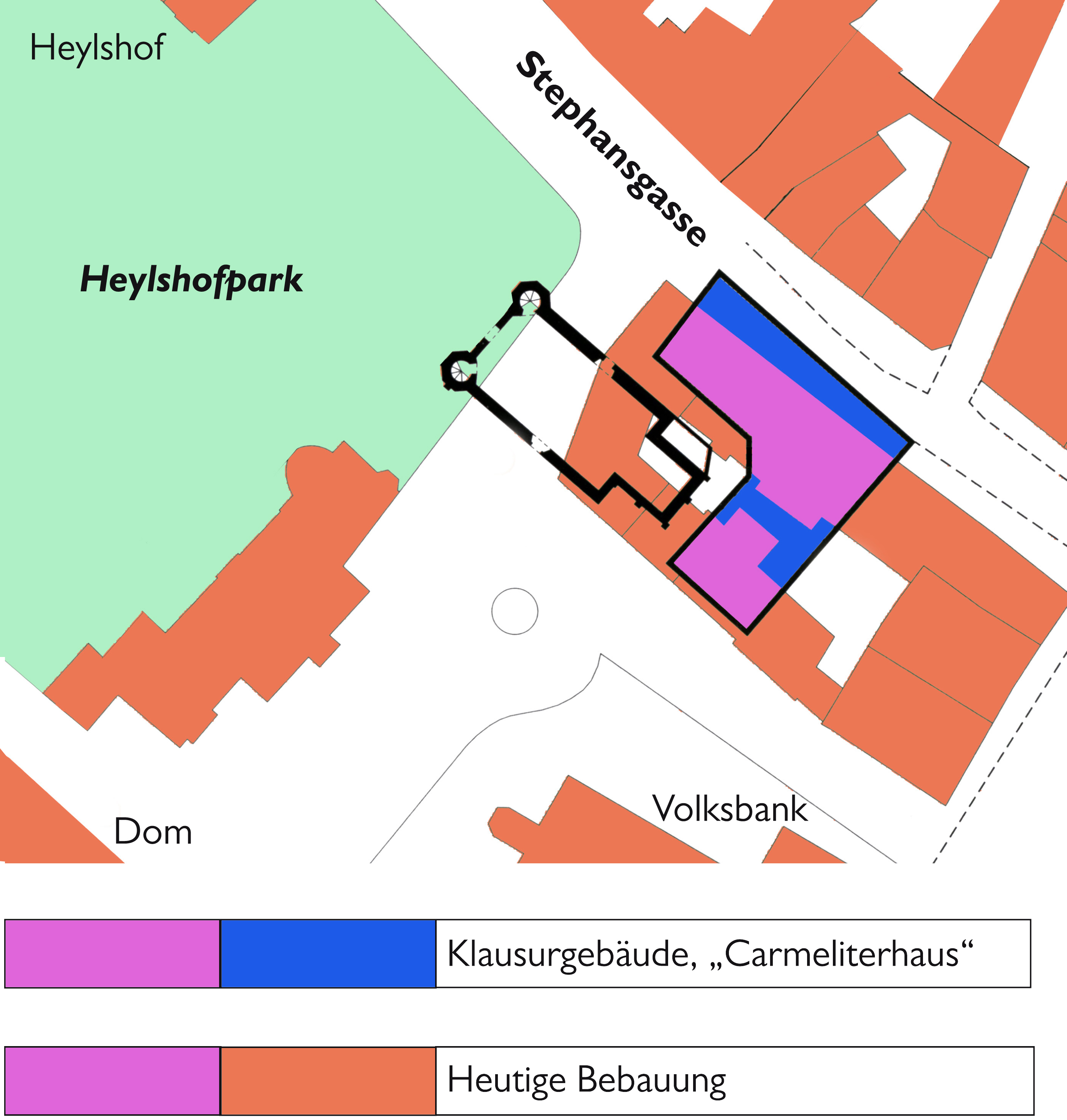
Projektion der Lage von Stephanskirche und Karmeliterkloster auf die heutige Bebauung

Die Stephanskirche lag nördlich des Bischofshofs, an dessen südlichem Ende der Wormser Dom lag. Die Stephanskirche war nach Südosten ausgerichtet. Parallel zu ihrer Nordwand verlief – einige Meter weiter nördlich – die Stephansgasse. Das Gebäude lag in ganzer Länge vor dem Baukörper des Bischofshofs und schloss den davor liegenden Platz (heute: Schlossplatz) nach Norden hin ab.

## Geschichte
Die Stephanskirche wurde unter Bischof Arnold I. (1044–1065) errichtet und von ihm 1055 geweiht. Dies ergab sich aus einer an der Kirche angebrachten, überlieferten Inschrift. Die älteste erhaltene Erwähnung in einer Urkunde stammt von 1216. Die Kirche war eine Nebenkirche des Domstifts.
Nach der Zerstörung des Wormser Karmeliterklosters, das unmittelbar vor dem inneren Ring der Stadtmauer lag, durch schwedisches Militär 1632 im Dreißigjährigen Krieg und einem bis 1657 bestehenden Provisorium in einem Haus in der Kämmerergasse, erhielten die Karmeliten ein östlich der St. Stephanskirche gelegenes ehemaliges Domherrenhaus und die Kirche als Klostergebäude zugewiesen.
Die Stephanskirche wurde 1689 – wie die ganze Stadt – im Pfälzischen Erbfolgekrieg durch Truppen König Ludwig XIV. zerstört. Beim barocken Wiederaufbau des Bischofshofes wurden die baulichen Reste von St. Stephan 1718 beseitigt, die Benefizien von St. Stephan 1721 dem Domstift inkorporiert. Als Erinnerung wurde auch die Kapelle im neuen, barocken Bischofspalais dem Heiligen Stephan geweiht. Eine jährliche Prozession zwischen Dom und Gudelmannkonvent, die die Stelle querte, an der zuvor die alte St. Stephanskirche gestanden hatte, erhielt zur Auflage, hier eine Station einzulegen und dass „die Antiphon und Collect zu Ehren diesses Heyligen Protomatyris [St. Stephan] von dem Chor stehend abgesungen würdte […]“.

## Gebäude
Die Kirche war eine romanische Saalkirche, die Westfassade von zwei kleinen, polygonalen Treppentürmen flankiert. St. Stephan schloss im 17. Jahrhundert direkt an die westlich sich fortsetzende Bebauung, Nebengebäude des Bischofshofs, an. Im Osten hatte die Kirche einen rechteckigen Chor, nördlich war die Sakristei angebaut. Die Kirche hatte drei Eingänge: Je einen an den beiden Langseiten und einen im Westen. Der westliche führte im 17. Jahrhundert in das westlich nächstgelegene Gebäude. An einem der Eingänge befanden sich Skulpturen, die die Geschichte des Heiligen Stephan zeigten. Peter Hamman gibt gotische Fenster wieder, was auf Umbauten in der Zeit nach der Romanik schließen lässt.
Nach Umwidmung zur Klosterkirche der Karmeliten 1657 erhielt die Kirche – sie besaß keinen Kirchturm – einen achteckigen Dachreiter und wurde neu eingedeckt. Weiter erhielt die Klostergemeinschaft die Genehmigung, einen gedeckten Gang über die Gasse zu errichten, die Klostergebäude und Kirche trennte.
Die Kirche hatte 1315 mehrere Altäre, 1612 waren es drei, 1689 vier. Neben einem Altar für den Heiligen Stephan ist einer für die Jungfrau Maria belegt. Die Treppentürme im Westen des Gebäudes lassen auf eine Westempore schließen.